# Jean-Frédéric Vernier
Pour les articles homonymes, voir Jean Vernier (homonymie).
Jean-Frédéric Vernier (Tananarive, 20 janvier 1905 - Sanary-sur-Mer, 19 mars 1980) est un militaire français, Compagnon de la Libération. Médecin militaire engagé depuis les années 1920, il est en poste en Afrique au début de la Seconde Guerre mondiale et choisit de se ranger aux côtés des forces françaises libres. Il suit celle-ci dans toutes leurs campagnes, de l'Afrique du nord à l'Alsace en passant par l'Italie et le débarquement de Provence. Après la guerre, il occupe de hautes fonctions au sein du service de santé des armées.

## Jeunesse et avant-guerre
Jean-Frédéric Vernier naît le 20 janvier 1905 à Antananarivo où son père, pasteur missionnaire protestant, est en poste. Il s'engage en 1924 à l'École principale du service de santé de la Marine de Bordeaux d'où il sort en 1928. Ayant choisi de servir dans les troupes coloniales, il est ensuite en stage à l’École du Pharo à Marseille. Il prend son premier poste à Madagascar en 1930 où il exerce à l'hôpital de Antsiranana avec le grade de médecin-capitaine. De 1933 à 1937, il est en poste à Saint-Pierre-et-Miquelon. Promu médecin-commandant en mars 1939, il retourne en Afrique au début de l'année 1940 lorsqu'il prend le poste de médecin-chef de l'hôpital de Bangui en Oubangui-Chari.

## Seconde guerre mondiale
En août 1940, lors qu’arrive le moment de devoir choisir entre le régime de Vichy et la France libre, Jean-Frédéric Vernier organise le ralliement des médecins de l'Oubangui-Chari à la cause du général de Gaulle,. Il est projeté en Érythrée où la brigade française libre d'orient (BFO) combat les italiens où il dirige une équipe chirurgicale lors de l'affaire de Kub-Kub. Il est peu de temps après nommé médecin chef de l'Ambulance mixte légère de la BFO. 
Il est ensuite en Syrie en juin 1941 lors des combats fratricides entre français. Il installe son ambulance à Chaikh Meskine et opère sans repos jusqu'à l'épuisement comme le rapporte Pierre Bergier « Son chirurgien le médecin commandant Vernier, avait opéré jusqu'à l'extrême limite de ses forces dans des conditions de précarité incroyables, sous les feux croisés des deux adversaires. Il était arrivé à un état d'épuisement total. Il fallait l'évacuer et le remplacer au plus vite. ». En mai 1942 il prend le commandement de l'ambulance Hadfield-Spears qui deviendra l'hôpital mobile no 3 au sein de la 1re division française libre. Il y restera trois ans. Avec cette unité, il participe à la guerre du désert dans laquelle il se distingue particulièrement lors de la seconde bataille d'El Alamein en prenant en charge de nombreux blessés,. Promu médecin-colonel en décembre 1942, il participe l'année suivante à la campagne de Tunisie. Sa vitalité et son activité feront dire à Guy Chauliac « Il a certainement été sur les champs de bataille pendant quatre ans le médecin qui a rendu les services les plus prestigieux à la France libre ». D'avril à juillet 1944 il participe à la Campagne d'Italie. À la tête d'une équipe chirurgicale, il débarque le 15 août 1944 sur les plages de Provence et prend part à la libération de la France jusqu'en Alsace où il termine la guerre avec le grade de médecin-colonel.

## Après-guerre
De retour en Afrique après la guerre, Jean-Frédéric Vernier est nommé directeur local de la santé publique au Soudan français, poste qu'il occupe jusqu'en 1954 avant d'être muté en Guinée pour la même fonction. Il est de retour en métropole en 1957 quand, promu médecin-général, il devient directeur-adjoint du service de santé au ministère de la France d'outre-mer. En 1959, il est directeur du service de coopération sanitaire au ministère de la santé publique et de la population puis directeur du service de santé des troupes françaises stationnées à Madagascar en 1963 après avoir été promu médecin-général-inspecteur. Retraité en 1967, Jean-Frédéric Vernier meurt le 19 mars 1980 à Sanary-sur-Mer où il est inhumé au cimetière de la Guicharde.

## Décorations
|  |  |  |
|  |  |  |
|  |  |  |
|  |  |  |
|  |  |  |
|  |  |  |
|  |  |  |

| Commandeur de la Légion d'honneur                                      | Commandeur de la Légion d'honneur                                      | Compagnon de la Libération                                           | Compagnon de la Libération                                           | Grand Officier de l'Ordre national du mérite            | Grand Officier de l'Ordre national du mérite            |
| Croix de Guerre 1939-1945                                              | Croix de Guerre 1939-1945                                              | Médaille de la Résistance française                                  | Médaille de la Résistance française                                  | Officier de l'Ordre des Palmes académiques              | Officier de l'Ordre des Palmes académiques              |
| Croix du combattant volontaire Avec agrafes « 1939-1945 »              | Croix du combattant volontaire Avec agrafes « 1939-1945 »              | Croix du combattant volontaire de la Résistance                      | Croix du combattant volontaire de la Résistance                      | Croix du combattant                                     | Croix du combattant                                     |
| Médaille coloniale Avec agrafes « Érythrée », « Libye » et « Tunisie » | Médaille coloniale Avec agrafes « Érythrée », « Libye » et « Tunisie » | Médaille commémorative des services volontaires dans la France libre | Médaille commémorative des services volontaires dans la France libre | Médaille commémorative française de la guerre 1939-1945 | Médaille commémorative française de la guerre 1939-1945 |
| Médaille commémorative de la campagne d'Italie                         | Médaille commémorative de la campagne d'Italie                         | Commandeur de l'Ordre de la Santé publique                           | Commandeur de l'Ordre de la Santé publique                           | Médaille d'honneur des épidémies                        | Médaille d'honneur des épidémies                        |
| Médaille d'honneur du service de santé des armées                      | Médaille d'honneur du service de santé des armées                      | Commandeur de l'Ordre de l'Étoile noire                              | Commandeur de l'Ordre de l'Étoile noire                              | Officier de l'Ordre de l'Étoile d'Anjouan               | Officier de l'Ordre de l'Étoile d'Anjouan               |
| Ordre du Mérite 1re classe (Liban)                                     | Ordre du Mérite 1re classe (Liban)                                     | Ordre du Croissant vert (Comores)                                    | Ordre du Croissant vert (Comores)                                    | Commandeur de l'Ordre national (Madagascar)             | Commandeur de l'Ordre national (Madagascar)             |